# Хери-эс-Суани
Зернохранилище Хери-эс-Суани — средневековый комплекс зданий для хранения зерна и воды, совмещённый с конюшнями, в городе Мекнес, Королевство Марокко. С 1996 года входит во Всемирное наследие ЮНЕСКО в составе объекта «Исторический город Мекнес».
В 1673 году Мулай Исмаил, правитель Марокко из династии Алауитов, перенёс столицу государства из Феса на 60 километров юго-западнее, в Мекнес. К востоку от Старого города Мекнеса он начал возводить столичные кварталы, окружённые глинобитными стенами, с мечетями, дворцами и садами. Со свойственным ему размахом Мулай Исмаил построил и зернохранилище, такое огромное, что хранимых там запасов зерна хватило бы армии на пять лет.
В то время как многие здания и постройки средневекового Марокко привлекают внимание своим богатым декоративным убранством, зернохранилище Хери-эс-Суани поражает прежде всего гигантскими размерами. Внешние саманные стены здания имеют толщину 4 метра, благодаря чему внутри хранилища температура воздуха даже в самые жаркие дни не поднимается выше 18 °C.
Помещения для хранения зерна представляют собой длинные параллельные ряды без окон со стенами метровой толщины и сводчатыми потолками. Ряды соединены между собой проёмами с кирпичными арками подковообразной формы. Задняя часть комплекса, где при Мулае Исмаиле были стойла на 12 тысяч лошадей и верблюдов, уже несколько столетий стоит без крыши, представляя собой бесконечный лес колонн и арок. Вероятно, в этой части перекрытия были плоские, из пальмовых стволов, покрытые землёй и камышом. Они не выдержали Великого Лиссабонского землетрясения 1755 года, а может быть, просто разрушились от времени.
К юго-востоку от комплекса находится бассейн Агдаль — большой прямоугольный водоём площадью 4 гектара и глубиной 4 метра, построенный Мулаем Исмаилом как хранилище воды на случай осады города. Агдаль питается водами Среднего Атласа через систему ирригационных каналов длиной 24 километра. Несколько закрытых каналов ведут из него в Хери-эс-Суани, где они, проходя под полом хранилища, оканчиваются колодцами с водоподъёмниками. Поскольку пускать скот в зернохранилище нельзя, колёса водоподъёмников вращали рабы.
Огромные размеры и монументальный вид сооружения привлекают не только туристов, но и кинематографистов. Именно здесь Мартин Скорсезе снимал «Последнее искушение Христа».